# Spurenkommission
Die Spurenkommission ist eine gemeinsame Kommission der rechtsmedizinischen und kriminaltechnischen Institute in Deutschland.
Sie wird als Arbeitsgemeinschaft der Deutschen Gesellschaft für Rechtsmedizin geführt. Sie setzt sich paritätisch aus je vier Vertretern der Rechtsmedizin sowie der Kriminaltechnik zusammen. Die Mitglieder der Spurenkommission werden durch ihre jeweiligen Gremien gewählt und arbeiten ehrenamtlich. 
Sie formuliert bei Bedarf zu aktuellen Fragestellungen und Herausforderungen auf dem Gebiet der forensischen Genetik wissenschaftliche Empfehlungen und Stellungnahmen. 
Die Spurenkommission übernimmt die Federführung von jährlich stattfindenden Ringversuchen zur Qualitätskontrolle in der forensischen Spurenkunde und DNA-Analyse. Sie entscheidet, wer für die praktische Durchführung der Ringversuche verantwortlich ist.
Die Spurenkommission stellt sicher, dass die Ergebnisse der Ringversuche jährlich einmal im Rahmen des sog. Spurenworkshops den Teilnehmern der Ringversuche präsentiert werden. Zur Durchführung des Spurenworkshops wählt sie wenigstens ein Jahr vorher einen geeigneten Veranstalter aus.
Die Spurenkommission trifft sich in der Regel monatlich, mindestens aber einmal im Jahr zu einer Sitzung. Darüber hinaus können bei Bedarf weitere Sitzungstermine vereinbart werden.